# Festival international du film de Moscou 1977
Le 10e festival international du film de Moscou se tient du 7 au 21 juillet 1977. Les prix d'or sont attribués au film hongrois The Fifth Seal réalisé par Zoltán Fábri, au film espagnol El puente dirigé par Juan Antonio Bardem et au film soviétique Mimino de Gueorgui Danielia.

## Jury
- Stanislav Rostotski (URSS - président de jury)
- Salah Abou Seif (Syrie)
- Barbara Brylska (Pologne)
- Souna Boubakar (Niger)
- Valerio Zurlini (Italie)
- Michael Kutza (États-Unis)
- Toshiro Mifune (Japon)
- Vladimir Naumov (URSS)
- István Nemeskürty (Hongrie)
- Yuri Ozerov (URSS)
- Ion Popescu-Gopo (Roumanie)
- Humberto Solás (Cuba)
- René Thévenet (France)
- Basu Chatterjee (Inde)
- Suimenkul Chokmorov (URSS)
- Milutin Colic (Yougoslavie)

## Films en compétition
Les films suivants sont sélectionnés pour la compétition principale :
| Titre anglais ou français                  | Titre original                       | Réalisateur(s)                                   | Pays d'origine            |
| ------------------------------------------ | ------------------------------------ | ------------------------------------------------ | ------------------------- |
| The August Star                            | Sao thang tam                        | Tran Dak                                         | Vietnam                   |
| La Piscine                                 | Baseynat                             | Binka Jeliaskova                                 | Bulgarie                  |
| Logan's Run                                | Logan's Run                          | Michael Anderson                                 | États-Unis                |
| Mina, Wind of Freedom                      | Mina, viento de libertad             | Antonio Eceiza                                   | Mexique                   |
| The Angel of Vengeance – The Female Hamlet | İntikam Meleği – Kadın Hamlet        | Metin Erksan                                     | Turquie                   |
| Heroes Are Born Twice                      | Al-abtal yooladoon marratayn         | Salah Dehny                                      | Syrie                     |
| The Head                                   | Al-ras                               | Faisal Al-Yassiri                                | Irak                      |
| Le soleil se lève en retard                | Le soleil se lève en retard          | André Brassard                                   | Canada                    |
| Idealist                                   | Idealist                             | Igor Pretnar                                     | Yougoslavie               |
| Antti the Treebranch                       | Antti Puuhaara                       | Katariina Lahti, Heikki Partanen, Riitta Rautoma | Finlande                  |
| The Moving Picture Man                     | El cine soy yo                       | Luis Armando Roche                               | Venezuela                 |
| Foul Play                                  | El puente                            | Juan Antonio Bardem                              | Espagne                   |
| Mrigayaa                                   | Mrigayaa                             | Mrinal Sen                                       | Inde                      |
| Mimino                                     | Mimino                               | Gueorgui Danielia                                | Union soviétique          |
| Silent Love                                | Een stille liefde                    | René van Nie                                     | pays-Bas                  |
| An Unforgettable Autumn                    | An Unforgettable Autumn              | Khaltariin Damdin                                | Mongolie                  |
| The Incorrigible Barbara                   | Die unverbesserliche Barbara         | Lothar Warneke                                   | Allemagne de l'Est        |
| Night Over Chile                           | Noch nad Chili                       | Sebastián Alarcón, Aleksandr Kosarev             | Union soviétique          |
| The Life of Chikuzan                       | Chikuzan hitori tabi                 | Kaneto Shindo                                    | Japon                     |
| Omar Gatlato                               | Omar Gatlato                         | Merzak Allouache                                 | Algérie                   |
| San Babila : Un crime inutile              | San Babila ore 20 un delitto inutile | Carlo Lizzani                                    | Italie                    |
| The Doom                                   | Osinda                               | Sergiu Nicolaescu                                | Roumanie                  |
| Le Cinquième Sceau                         | Az otodik pecset                     | Zoltán Fábri                                     | Hongrie                   |
| Río Negro                                  | Río Negro                            | Manuel Pérez                                     | Cuba                      |
| Ceddo                                      | Ceddo                                | Ousmane Sembene                                  | Sénégal                   |
| Sonya and the Madman                       | Sonya and the Madman                 | Houssam El-Din Mustafa                           | Égypte                    |
| To Save the City                           | Ocalić miasto                        | Jan Łomnicki                                     | Pologne, Union soviétique |
| Eveningland                                | Aftenlandet                          | Peter Watkins                                    | Danemark                  |
| Crazy Women                                | Las locas                            | Enrique Carreras                                 | Argentine                 |
| Donde nacen los condores                   | Kuntur Wachana                       | Federico García Hurtado                          | Pérou                     |
| L'Ombre des châteaux                       | L'Ombre des châteaux                 | Daniel Duval                                     | France                    |
| Do Be Quick                                | Běž, ať ti neuteče                   | Stanislav Strnad                                 | Tchécoslovaquie           |
| Dead End                                   | Bon Bast                             | Parviz Sayyad                                    | Iran                      |
| The Sternstein Manor                       | Sternsteinhof                        | Hans W. Geißendörfer                             | Allemagne de l'Ouest      |
| Elvis! Elvis!                              | Elvis! Elvis!                        | Kay Pollak                                       | Suède                     |
| It Shouldn't Happen to a Vet               | It Shouldn't Happen to a Vet         | Eric Till                                        | Grande-Bretagne           |

## Prix
- Prix d'or :
  - Le Cinquième Sceau de Zoltán Fábri
  - El puente de Juan Antonio Bardem
  - Mimino de Gueorgui Danielia
- Prix d'argent :
  - Omar Gatlato de Merzak Allouache
  - La Piscine de Binka Jeliaskova
  - L'Ombre des châteaux de Daniel Duval
- Prix spéciaux :
  - Night Over Chile de Sebastián Alarcón et Aleksandr Kosarev
  - Río Negro de Manuel Pérez
- Prix :
  - Meilleur acteur : Radko Polič pour Idealist
  - Meilleur acteur : Amza Pellea pour The Doom
  - Meilleure actrice : Mary Apick pour Dead End
  - Meilleure actrice : Mercedes Carreras pour Crazy Women
- Diplôme spécial : Jeune acteur : Lele Dorazio pour Elvis! Elvis!
- Prix FIPRESCI: Donde nacen los condores de Federico García Hurtado

## Source de la traduction
- (en) Cet article est partiellement ou en totalité issu de l’article de Wikipédia en anglais intitulé « 10th Moscow International Film Festival » (voir la liste des auteurs).